# WWE SmackDown
WWE SmackDown, noto anche come Friday Night SmackDown, è un programma televisivo di wrestling statunitense prodotto dalla WWE a partire dal 26 agosto 1999 e in onda negli Stati Uniti ogni venerdì sera sull'emittente USA Network.
In Italia va in onda in contemporanea con il commento originale su Discovery+, piattaforma di Discovery e in chiaro su Dmax con quattro giorni di ritardo, con il commento di Luca Franchini e Michele Posa. Dal settembre del 2003 fino al giugno del 2007 è stato trasmesso in chiaro (in versione international) su Italia 1, con il commento di Giacomo "Ciccio" Valenti (sostituito da Dan Peterson nelle prime quattro puntate) e Christian Recalcati, ma, in seguito alla tragedia Benoit, Mediaset decise di cancellarlo dal palinsesto.

## Storia

### Formato originale (1999–2001)

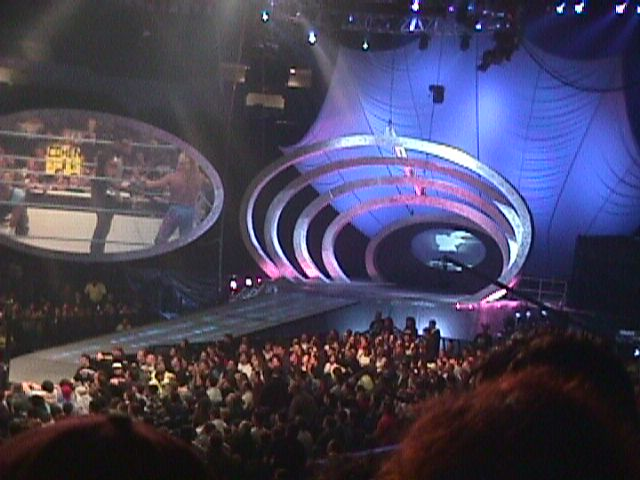
Il primo set realizzato per SmackDown! nel 1999

SmackDown! andò in onda per la prima volta il 29 aprile 1999 come speciale di una sola puntata trasmesso dall'emittente UPN. Il 26 agosto seguente debuttò ufficialmente su UPN con la puntata registrata a Kansas City. Come WCW Thunder, anche SmackDown! veniva trasmesso in televisione il giovedì. Il programma raggiunse vette di popolarità che spinsero la World Championship Wrestling, federazione rivale della WWF, a spostare Thunder al mercoledì nella speranza di conservare gli indici di ascolto.
Le scenografie di SmackDown! così come quelle di Thunder erano incentrate sull'uso del colore blu. Infatti col tempo i fan di wrestling iniziarono a indicare il programma con l'espressione lo show blu. Il primo set realizzato per SmackDown! era formato da un titantron di forma ovale, così come ovale era l'ingresso sullo stage a segnare una forte distinzione con il set di Raw, programma principale della WWF allora noto come Raw Is War.
Il wrestler The Rock era solito indicare SmackDown! come il suo programma, riferendosi al fatto che il nome derivava da una delle sue celebri catchphrase («Laying the smackdown»). Nell'agosto 2001 nell'ambito delle celebrazioni per il secondo anniversario di SmackDown! fu dotato di un nuovo logo e di un nuovo set. Nell'ultima puntata con la vecchia scenografia Rhyno colpì Chris Jericho con una Gore attraverso lo schermo centrale, distruggendo parte del set.

### Brand Extension (2002–2011)

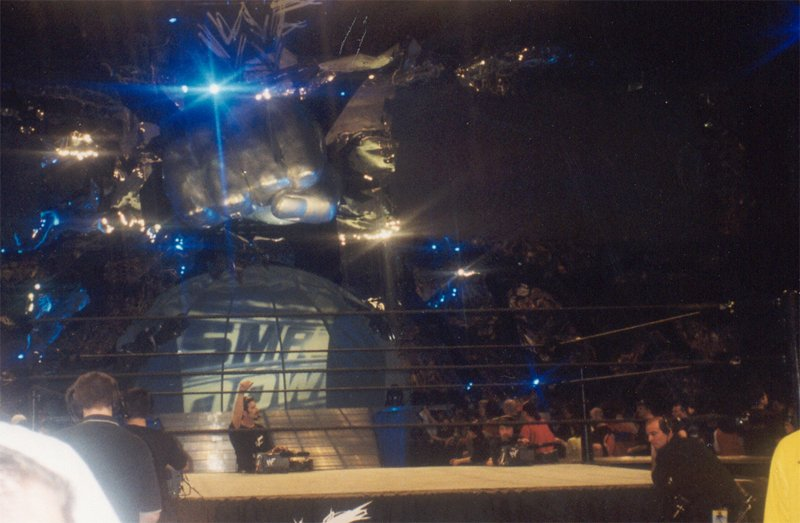
Lo stage di SmackDown! durante la puntata registrata il 19 marzo 2002

Nella prima metà del 2002 diede vita a un processo che vide la separazione del proprio parco atleti in due distinti roster, ognuna con i propri atleti, le proprie storyline. Raw e SmackDown! divennero i programmi principali dell'uno e dell'altro gruppo, i quali assunsero come denominazione proprio quella dei due show. La suddivisione fu il risultato dell'acquisto da parte della WWF dei due più grandi rivali, la World Championship Wrestling e la Extreme Championship Wrestling. Tutto ciò fu reso pubblico con un annuncio durante la puntata di Raw del 25 marzo 2002, diventando ufficiale a partire dalla giornata successiva.
Gli atleti vennero assegnati in parte a un gruppo e in parte a un altro, lottando esclusivamente nel programma del proprio gruppo. Le uniche eccezioni furono i detentori dell'Undisputed Championship e del WWE Women's Championship, i quali avrebbero dovuto difendere i rispettivi titoli in entrambi i programmi. Nell'agosto 2002 l'allora campione Brock Lesnar si rifiutò di difendere il titolo a Raw, trasformando di fatto la cintura in un'esclusiva di SmackDown!. La settimana successiva a Raw il general manager Eric Bischoff presentò il World Heavyweight Championship come nuovo titolo mondiale di Raw e lo assegnò a quello che era il primo contendente per il titolo, ovvero Triple H. L'Undisputed Championship cambio quindi denominazione, diventando semplicemente noto come WWE Championship. In seguito il WWE Women's Championship divenne esclusivo di Raw. Come risultato della divisione due roster, la WWE istituì un draft con cadenza annuale per spostare parte degli atleti da un roster all'altro.
Il 6 giugno 2005 l'allora detentore del WWE Championship John Cena passò a Raw. Ciò privò SmackDown! del WWE Championship, ma il 23 giugno seguente il general manager Theodore Long annunciò che si sarebbe disputato un incontro a eliminazione tra Booker T, Chris Benoit, Christian (al posto di Big Show, passato a Raw), John "Bradshaw" Layfield, Muhammad Hassan e The Undertaker per incoronare il primo campione di SmackDown. Nella puntata di SmackDown! del 30 giugno Layfield vinse l'incontro, ma Long dichiarò che sebbene abbia vinto SmackDown! non avrebbe più avuto bisogno di un proprio campione poiché Batista, l'allora detentore del World Heavyweight Championship, fu rivelato come ultima scelta di SmackDown!. Long trasformò quindi lo stato di JBL in quello di sfidante al titolo detenuto da Batista.

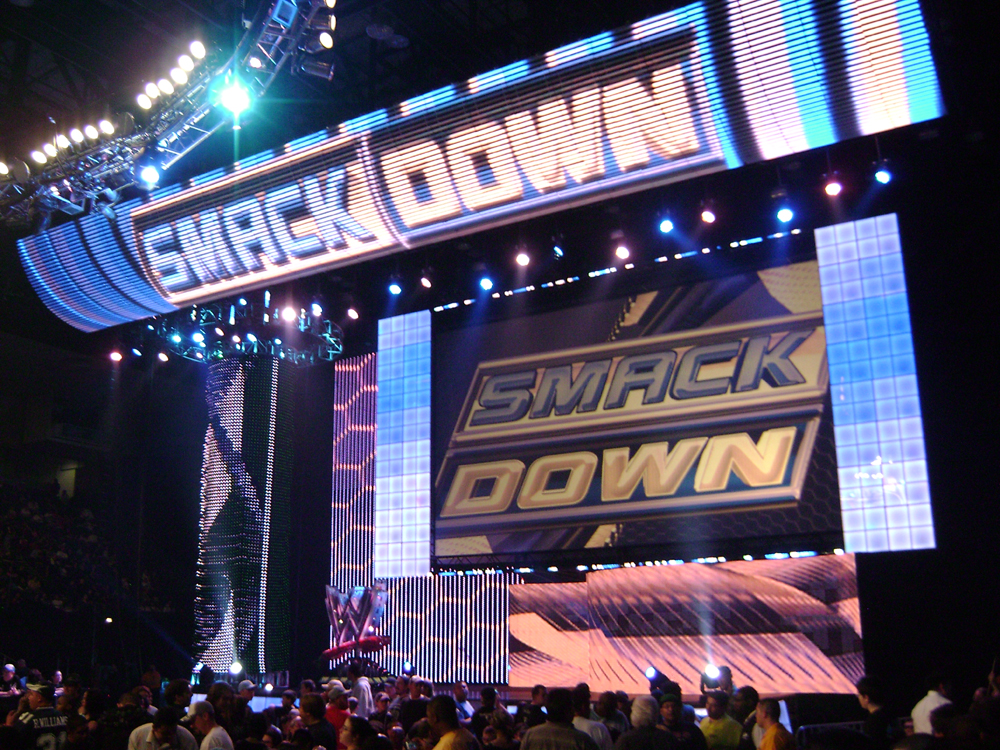
Il set di SmackDown utilizzato dal 2008 al 2010

Nell'autunno 2005 fu spostato al venerdì sera e sia la WWE sia la UPN beneficiarono dello spostamento, giacché ottenne indici di ascolto migliori rispetto al passato. Nel gennaio 2006 prima dell'annuncio della nascita di CW Network la UPN ufficializzò il rinnovo del contratto per la trasmissione di SmackDown! per altri due anni.
In seguito alla cancellazione dal palinsesto di Star Trek: Enterprise assunse la denominazione Friday Night SmackDown! e ne occupò la fascia oraria negli Stati Uniti. La WWE promosse questa mossa con il motto «TV that's changing Friday nights», debuttando il 9 settembre 2005. Gli eventi legati all'uragano Katrina colpirono indirettamente anche la WWE in quanto lo speciale concerto per la raccolta fondi in onda su UPN nello stesso venerdì di debutto del programma determinò la trasmissione della sola seconda ora di SmackDown! mentre la prima parte della trasmissione fu diffusa in streaming dal sito ufficiale della stessa WWE.
Durante le registrazioni di SmackDown! del 10 gennaio 2006 Batista fu costretto a rinunciare al World Heavyweight Championship a causa di un infortunio al tricipite, quindi Theodore Long organizzò una battle royal per il titolo vacante, vinta da Kurt Angle.
Nella puntata del 7 aprile 2006 Theodore Long annunciò che il torneo per l'assegnazione del titolo di King of the Ring sarebbe stato riproposto a distanza di quattro anni dall'ultima volta, diventando un riconoscimento esclusivo di SmackDown!. Il torneo terminò durante a Judgment Day con la vittoria in finale di Booker T su Bobby Lashley.
Il 9 giugno 2006 il commentatore Tazz lasciò SmackDown! per passare alla rinata ECW. L'11 giugno seguente a One Night Stand John "Bradshaw" Layfield rivelò che sarebbe stato lui a ricoprire il ruolo, mantenendolo fino al dicembre 2007 quando lasciò SmackDown! per tornare a lottare a Raw. Il suo posto fu preso da Jonathan Coachman.
Il 22 settembre 2006 debuttò sul neonato The CW Television Network, frutto di una joint venture tra la CBS (proprietaria di UPN) e la Warner Bros. Entertainment, sussidiaria della Time Warner e azionista di maggioranza della Warner Bros. Diverse emittenti televisive affiliate o in procinto di diventarle con CBS e la Time Warner trasmisero SmackDown! prima del debutto ufficiale sin dai primi di settembre. Il passaggio su CW causò l'interruzione nella trasmissione del programmi in diversi Stati federati degli Stati Uniti d'America come Utah e le Hawaii, ma col tempo risolti. Con lo spostamento su CW ottenne un incremento significato negli indici di ascolto (stabili attorno al 3.0% su scala nazionale), diventando il secondo programma più visto della rete.
Il 20 aprile 2007 festeggiò la quattrocentesima puntata. Raggiunse altri successi per quanto riguarda i dati di ascolto, permettendo a CW di ottenere diversi successi nei mesi di giugno e luglio per quanto riguarda la fascia «adulti 18-19», diventando inoltre n un'occasione l primo e il secondo programma serale più visto.
Il dizionario Merriam-Webster annunciò l'introduzione della parola «smackdown». Secondo il Merriam-Webster uno «smackdown» è:
- l'azione di picchiare qualcuno o di metterlo a tappeto;
- una sfida di wrestling;
- una sconfitta decisiva;
- un confronto tra rivali o avversari.

Il 16 ottobre 2007 la WWE annunciò che SmackDown! e la ECW avrebbero dato vita a un programma di scambio di atleti che possono lottare per entrambi i roster.
L'8 febbraio 2008 fu comunicata la fine del rapporto tra la WWE e CW. La WWE disse di aver iniziato negoziati con altre emittenti per la trasmissione del programma, che dal gennaio 2008 perse il punto esclamativo con il debutto un nuovo set senza il caratteristico pugno e che nel frattempo lo spettacolo sarebbe continuato ad andare in onda fino alla fine della stagione 2007–2008. Il 26 febbraio la WWE emanò un comunicato stampa annunciando il passaggio di SmackDown su MyNetworkTV.
Durante il Draft del 2008 SmackDown ha perso lo United States Championship in quanto Matt Hardy è passato alla ECW, ma ha riguadagnato il WWE Championship con il passaggio a SmackDown di Triple H. Qualche settimana dopo lo United States Championship è tornato a essere un'esclusiva di SmackDown a seguito della vittoria di Shelton Benjamin. La settimana dopo a Raw Edge perde il World Heavyweight Championship contro CM Punk che sfrutta la valigetta del Money in the Bank conquistata a WrestleMania XXIV e SmackDown perde il World Heavyweight Championship. Dal 3 ottobre 2008 SmackDown ha debuttato su MyNetworkTV.
Il 15 febbraio 2009 a No Way Out il World Heavyweight Championship e il WWE Championship sono tornati insieme a SmackDown in quanto il WWE Championship è stato vinto da Triple H mentre il World Heavyweight Championship è stato vinto da Edge. Dopo il Draft del 2009 il World Heavyweight Championship torna a SmackDown con la vittoria di Edge su John Cena a Backlash mentre il WWE Championship detenuto da Triple H ritorna a Raw. Raw e SmackDown si scambiano anche i titoli minori, con l'Intercontinental Championship e il Women's Championship che passano a SmackDown e lo United States Championship e il Divas Championship che passano a Raw.
Il 12 aprile 2010 fu annunciato lo spostamento di SmackDown da MyNetworkTV a Syfy, canale che in passato mandò in onda NXT e ECW. Il debutto sulla nuova rete avvenne il 1º ottobre dello stesso anno.
La divisione dei roster, termina nella puntata di Raw del 29 agosto 2011 quando il COO Triple H annuncia la partecipazione dell'intero parco atleti sia a Raw (che diventa noto come Raw SuperShow) sia a SmackDown.
Dal 15 gennaio 2015 SmackDown passa al giovedì.

### Trasmissione in diretta e passaggio a Fox (2016–2024)
Il 7 gennaio 2016 SmackDown passa su USA Network e il 15 gennaio viene trasmesso di giovedì.
Il 25 maggio 2016 è stato annunciato che SmackDown sarebbe stato trasmesso in diretta il martedì e che dal 19 luglio 2016 ci sarebbe stata una nuova Brand Extension.
Dal 4 ottobre 2019 SmackDown è passato sull'emittente Fox, tornando ad andare in onda di venerdì sera anziché di martedì.

## Produzione
Dal 1999 al 2005 e di nuovo dal 2015 al 2016 era generalmente registrato il martedì sera per poi essere trasmesso il giovedì della stessa settimana. Invece dal 2005 al 2015 era trasmesso ogni venerdì sera. Occasionalmente dall'agosto 2011 è stato registrato il lunedì prima o dopo la trasmissione di Raw, allora noto Raw SuperShow. Dal luglio 2016 al settembre 2019 andava in onda in diretta ogni martedì sera, ma dall'ottobre 2020 è tornato al vecchio slot del venerdì sera.
Dal 25 gennaio 2008 le trasmissioni del programma sono in HD e per l'occasione è stato realizzato un nuovo set comune agli allora tre roster (Raw, SmackDown e ECW).

## Roster

### Dirigenza
| Nome              | Date             | Date             | Note         |
| Nome              | Dal              | Al               | Note         |
| ----------------- | ---------------- | ---------------- | ------------ |
| Mr. McMahon       | 26 agosto 1999   | 22 luglio 2022   | Proprietario |
| Stephanie McMahon | 18 luglio 2002   | 19 ottobre 2003  |              |
| Paul Heyman       | 23 ottobre 2003  | 22 marzo 2004    |              |
| Kurt Angle        | 25 marzo 2004    | 22 luglio 2004   |              |
| Theodore Long     | 29 luglio 2004   | 30 novembre 2007 |              |
| Vickie Guerrero   | 30 novembre 2007 | 6 aprile 2009    |              |
| Theodore Long     | 7 aprile 2009    | 1º aprile 2012   |              |
| Triple H          | 25 luglio 2011   | presente         | COO          |
| John Laurinaitis  | 1º aprile 2012   | 17 giugno 2012   |              |
| Mick Foley        | 18 giugno 2012   | 22 giugno 2012   |              |
| Vickie Guerrero   | 25 giugno 2012   | 29 giugno 2012   |              |
| Theodore Long     | 30 giugno 2012   | 3 luglio 2012    |              |
| Zack Ryder        | 13 luglio 2012   | 13 luglio 2012   |              |
| Anonimo           | 20 luglio 2012   | 20 luglio 2012   |              |
| Booker T          | 3 agosto 2012    | 19 luglio 2013   |              |
| Vickie Guerrero   | 19 luglio 2013   | 23 giugno 2014   |              |
| The Authority     | 23 giugno 2014   | 23 novembre 2014 |              |
| Daniel Bryan      | 28 novembre 2014 | 28 novembre 2014 |              |
| Santino Marella   | 5 dicembre 2014  | 5 dicembre 2014  |              |
| Anonimo           | 5 dicembre 2014  | 26 dicembre 2014 |              |
| Hulk Hogan        | 26 dicembre 2014 | 26 dicembre 2014 |              |
| Christian e Edge  | 2 gennaio 2015   | 2 gennaio 2015   |              |
| The Authority     | 2 gennaio 2015   | 1º maggio 2016   |              |
| Anonimo           | 5 maggio 2016    | 11 luglio 2016   |              |
| Shane McMahon     | 11 luglio 2016   | 17 dicembre 2018 | Commissioner |
| Daniel Bryan      | 18 luglio 2016   | 10 aprile 2018   |              |
| Paige             | 10 aprile 2018   | 18 dicembre 2018 |              |
| Adam Pearce       | 17 gennaio 2020  | 6 ottobre 2023   | WWE Official |
| Nick Aldis        | 13 ottobre 2023  | presente         |              |

### Altri dirigenti
- Vickie Guerrero
  - Assistente del general manager (maggio 2007–28 settembre 2007)
  - General manager (28 settembre 2007–novembre 2007)
  - Commissioner (20 novembre 2009–25 febbraio 2011)
- Theodore Long
  - Assistente del general manager (30 novembre 2007–16 maggio 2008)
- Zack Ryder
  - Assistente del general manager (29 luglio 2011–18 dicembre 2011)
- Santino Marella
  - Assistente del general manager (6 gennaio 2012–1º aprile 2012)
- Eve Torres
  - Assistente del general manager (23 aprile 2012–17 giugno 2012)
- The Great Khali
  - Assistente del general manager (25 giugno 2012–29 giugno 2012)
- Theodore Long
  - Assistente del general manager (3 agosto 2012–19 luglio 2013)
- Sonya Deville
  - Assistente del general manager (1º gennaio 2021–9 maggio 2022)

### Commentatori
| Commentatori                                                         | Periodo |
| -------------------------------------------------------------------- | --- |
| Michael Cole e Jim Cornette                                          | aprile 1999–agosto 1999 |
| Michael Cole e Jerry Lawler                                          | agosto 1999–febbraio 2001 |
| Michael Cole e Tazz                                                  | febbraio 2001–novembre 2001 |
| Michael Cole e Jerry Lawler                                          | Novembre 2001–marzo 2002 |
| Michael Cole e Tazz                                                  | marzo 2002–giugno 2006 |
| Michael Cole e John "Bradshaw" Layfield                              | giugno 2006–dicembre 2007 |
| Michael Cole e Jonathan Coachman                                     | gennaio 2008–aprile 2008 |
| Michael Cole e Mick Foley                                            | aprile 2008–16 giugno 2008 |
| Jim Ross e Mick Foley                                                | 23 giugno 2008–3 agosto 2008 |
| Jim Ross e Tazz                                                      | 8 agosto 2008–27 aprile 2009 |
| Jim Ross e Todd Grisham                                              | 3 aprile 2009–23 ottobre 2009 |
| Matt Striker e Todd Grisham                                          | 30 ottobre 2009–24 settembre 2010 |
| Michael Cole, Matt Striker e Todd Grisham                            | 1º ottobre 2010–26 novembre 2010 |
| Michael Cole, Josh Mathews e Matt Striker                            | 3 dicembre 2010–28 gennaio 2011 |
| Michael Cole, Booker T e Josh Mathews                                | 4 febbraio 2011–27 luglio 2012 |
| Michael Cole e Josh Mathews                                          | 3 agosto 2012–5 ottobre 2012 |
| Michael Cole e John "Bradshaw" Layfield                              | 13 ottobre 2012–15 agosto 2014 |
| Michael Cole, John "Bradshaw" Layfield e Tom Phillips                | 22 agosto 2014–9 gennaio 2015 |
| Michael Cole, Jerry Lawler e Byron Saxton                            | 15 gennaio 2015–16 aprile 2015 |
| Tom Phillips e Jerry Lawler e Byron Saxton                           | 2 aprile 2015–9 aprile 2015 23 aprile 2015–18 giugno 2015 |
| Tom Phillips, Jerry Lawler e Jimmy Uso                               | 25 giugno 2015–20 agosto 2015 |
| Rich Brennan, Jerry Lawler e Jimmy Uso                               | 27 agosto 2015–3 settembre 2015 |
| Rich Brennan, Booker T, Jerry Lawler                                 | 10 settembre 2015–31 dicembre 2015 |
| Mauro Ranallo, Jerry Lawler e Byron Saxton                           | 7 gennaio 2016–19 luglio 2016 |
| Mauro Ranallo, David Otunga e John "Bradshaw" Layfield               | 26 luglio 2016–1º novembre 2016 |
| Tom Phillips, David Otunga, John "Bradshaw" Layfield e Mauro Ranallo | 8 novembre 2016–7 marzo 2017 |
| Tom Phillips, Byron Saxton e John "Bradshaw" Layfield                | 11 aprile 2017–29 agosto 2017 |
| Tom Phillips, Corey Graves e Byron Saxton                            | 5 settembre 2017–17 ottobre 2017 |
| Michael Cole e Corey Graves                                          | 4 ottobre 2019–6 marzo 2020 10 aprile 2020–9 aprile 2021 11 febbraio 2022–18 febbraio 2022 9 settembre 2022–30 settembre 2022 13 settembre 2024–3 gennaio 2025 |
| Michael Cole e Pat McAfee                                            | 16 aprile 2021–2 settembre 2022 |
| Michael Cole e Wade Barrett                                          | 7 ottobre 2022–4 agosto 2023 |
| Michael Cole, Corey Graves e Kevin Patrick                           | 11 agosto 2023–3 novembre 2023 |
| Kevin Patrick e Corey Graves                                         | 5 gennaio 2024–19 gennaio 2024 |
| Corey Graves e Wade Barrett                                          | 2 febbraio 2024–6 settembre 2024 |
| Joe Tessitore e Corey Graves                                         | 10 gennaio 2025–presente |

### Annunciatori e annunciatrici
| Annunciatore   | Periodo                                                                                |
| -------------- | -------------------------------------------------------------------------------------- |
| Tony Chimel    | Aprile 1999–settembre 2007 9 ottobre 2009–2 dicembre 2011                              |
| Justin Roberts | Settembre 2007–2 ottobre 2009                                                          |
| Lilián García  | 9 dicembre 2011–17 ottobre 2014                                                        |
| Eden Stiles    | 24 ottobre 2014–25 maggio 2016                                                         |
| JoJo           | 9 aprile 2015–28 maggio 2015 5 maggio 2016–12 maggio 2016 2 giugno 2016–26 luglio 2016 |
| Greg Hamilton  | 26 luglio 2016–22 ottobre 2021                                                         |
| Mike Rome      | 26 giugno 2021–29 ottobre 2021 12 maggio 2023–6 settembre 2024                         |
| Samantha Irvin | 14 gennaio 2022–5 maggio 2023                                                          |
| Alicia Taylor  | 13 settembre 2024–27 dicembre 2024                                                     |
| Lilian Garcia  | 3 gennaio 2025-27 Gennaio 2025                                                         |

## Segmenti ricorrenti
| Segmento                  | Conduttore              | Periodo                       | Note | Fonte  |
| ------------------------- | ----------------------- | ----------------------------- | --- | ------ |
| Piper's Pit               | Roddy Piper             | 2003–2015                     | | [ 12 ] |
| $1.000.000 Tough Enough   | Al Snow                 | 2004                          | |        |
| Kurt Angle Invitational   | Kurt Angle              | 2004–2005                     | Invito rivolto a qualunque atleta locale a resistere contro Angle per tre minuti con la medaglia olimpica in palio |        |
| Carlito's Cabana          | Carlito                 | 2005 2008–2009                | |        |
| Peep Show                 | Christian               | 2005 2010 2014                | | [ 13 ] |
| WWE Diva Search           | The Miz                 | 2006                          | |        |
| Miz TV                    | The Miz                 | 2012–2016 2018–2019 2019–2020 | |        |
| The Masterlock Challenge  | Chris Masters           | 2007–2010                     | Sfida aperta a chiunque a uscire dalla presa di sottomissione di Masters, la Masterlock                            |        |
| The Cutting Edge          | Edge                    | 2007–2010 2011 2018           | | [ 14 ] |
| V.I.P. Lounge             | MVP                     | 2007–2010                     | Interviste | [ 15 ] |
| Word Up                   | Cryme Tyme              | 2008–2010                     | Un segmento che insegna le parole tipiche del ghetto.                                                              |        |
| Highlight Reel            | Chris Jericho           | 2010–2017                     | |        |
| Str8 Outta Brooklyn       | JTG                     | 2010                          | |        |
| The Ambrose Asylum        | Dean Ambrose            | 2016                          | |        |
| Truth TV                  | Carmella e R-Truth      | 2018                          | |        |
| The K.O. Show             | Kevin Owens             | 2019 2020–2021 2023–presente  | |        |
| Firefly Fun House         | Bray Wyatt              | 2019–2020                     | |        |
| A Moment of Bliss         | Alexa Bliss             | 2019–2020                     | |        |
| Dirt Sheet                | John Morrison e The Miz | 2020                          | |        |
| Ding Dong, Hello!         | Bayley                  | 2021                          | |        |
| Happy Talk                | Happy Corbin            | 2021–2022                     | |        |
| InZayn                    | Sami Zayn               | 2022                          | |        |
| The Grayson Waller Effect | Grayson Waller          | 2023–presente                 | |        |